# روابط ایالات متحده آمریکا و مراکش
روابط مراکش و ایالات متحده آمریکا روابط دوجانبه بین مراکش و آمریکا است.
روابط بین مراکش و آمریکا به نخستین روزهای تاریخ آمریکا برمی گردد. مراکش نخستین کشور جهان بود که استقلال آمریکا را در ۱۷۷۷ به رسمیت شناخت. مراکش همچنان یکی از قدیمی‌ترین و نزدیکترین متحدین آمریکا در خاورمیانه و شمال آفریقاست؛ وضعیتی که سیاست عدم تحمل مراکش در قبال القاعده و گروه‌های وابسته به آن مؤید آن است. مراکش همچنین به سیا در خصوص بازجویی از اعضای بازداشت شدهٔ القاعده در افغانستان، عراق، اندونزی، سومالی و غیره در دولت جرج دبلیو بوش، که این کشور را به عنوان متحد عمده غیر ناتو تخصیص داد یاری داد.

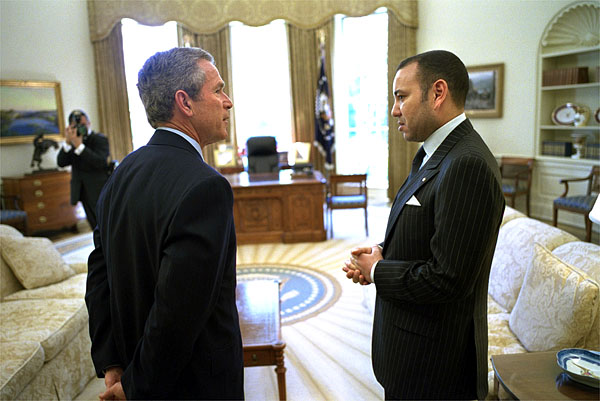
جرج بوش در دیدار با ملک محمد ششم در کاخ سفید در ۲۰۰۲